# West Lockinge
West Lockinge – wieś w Anglii, w hrabstwie Oxfordshire, w dystrykcie Vale of White Horse. Leży 21 km na południowy zachód od Oksfordu i 89 km na zachód od Londynu. W 2001 miejscowość liczyła 179 mieszkańców.